# SZU Be 4/4
Die Be 4/4 der Sihltal-Zürich-Uetliberg-Bahn (SZU) sind acht Triebwagen, die für den Einsatz auf der Uetlibergbahn konzipiert worden sind. Sie wurden 1992 von der Schweizerischen Lokomotiv- und Maschinenfabrik (SLM) aus Winterthur (mechanischer Teil) und Siemens (STS) aus Zürich (elektrischer Teil) hergestellt.

## Geschichte
Die SZU erwartete infolge der Verlegung und Anbindung an den Zürcher Hauptbahnhof im Jahr 1990 einen Verkehrszuwachs, der auch eine Ergänzung beim Rollmaterial der Uetlibergbahn notwendig machte. Die Ausschreibung 1986 umfasste daher acht Triebwagen, wobei diese bewusst leistungsmässig überdimensioniert wurden, damit später auch ein Steuerwagen mitgenommen werden könnte. Die Kosten für die acht Fahrzeuge beliefen sich auf insgesamt 33 Millionen Franken. Die Fahrzeuge sollten den Grundtakt auf den Uetliberg abdecken und zugleich die BDe 4/4 ablösen. Für beide Be 8/8 war nach der Auslieferung der Einsatz als Verstärkerzüge zwischen Zürich und Triemli vorgesehen.
Anstelle der anfänglich vorgesehenen Steuerwagen wurden im Jahr 2003 vier Niederflur-Zwischenwagen (SZU-Typ «B 220») von Stadler beschafft. Ab diesem Zeitpunkt verkehren die Züge in der Regel in der Formation: Triebwagen, Niederflur-Zwischenwagen, Triebwagen. Da die vier Kompositionen nun mit 66 Metern länger als die Gleichstrom-Remise waren, wurde diese 2004 abgebrochen und in eine offene Abstellanlage umgestaltet.
Mit der Ablieferung der Be 552 511–516 (SZU-Bezeichnung «Be 510») in den Jahren 2013 und 2014 traten die mittlerweile intern als «Be 520» bezeichneten Triebwagen in das zweite Glied zurück, während die beiden Be 8/8 (SZU-Bezeichnung «Be 530») dem Abbruch zugeführt wurden. Auch wurden neu drei Kompositionen mit 88 Metern Länge formiert: zwei Mal als 520–520–220–520, ein Mal als 520–220–220–520, wobei letzterer nach Möglichkeit die technische Reserve bildete.
Mit Bestellung von fünf weiteren Be 552 571–575 (SZU-Bezeichnung «Be 570»), die ab November 2021 abgeliefert wurden und bis Juli 2022 in Betrieb gingen, schieden die Triebwagen 521–528 und Zwischenwagen 221–224 aus dem Betrieb. Aus dem Passagierdienst wurden die Fahrzeuge an Ostern 2022 verabschiedet und daraufhin abgestellt, wobei ab dem 25. April bis Ende Mai vier Triebwagen jeweils paarweise für Bauzüge zwischen Triemli und Uetliberg eingesetzt wurden. Mit Beginn der Umbauarbeiten am 27. Juli und der Abschaltung der Gleichstromfahrleitung endete die Möglichkeit die Gleichstromfahrzeuge weiter einzusetzen.
Die ersten drei Triebwagen wurden am 14. Juli, weitere vier Triebwagen und alle vier Zwischenwagen am 23., 24. und 25. August mittels der Kupplungswagen X 301 und 302 und der betriebseigenen Re 456 091 zur Thommen AG nach Kaiseraugst zur Verschrottung überführt.

## Technisches
Die Triebwagen sind für 1200 Volt Gleichspannung konzipiert, wobei die Einspeisung über zwei seitlich versetzte Stromabnehmer erfolgt. Sie sind mit einer Vielfachsteuerung ausgerüstet, mit der bis zu vier Triebwagen verkehren können.
Die Antriebsausrüstung ist in Drehstrom-Technik nach dem Prinzip des Umrichters mit eingeprägtem Zwischenkreis aufgebaut. Wegen der geforderten Redundanz ist die Antriebsausrüstung doppelt ausgeführt und jeweils für ein Drehgestell zuständig.
Als Drehgestelle kamen verwindungsweiche Drehgestelle mit radial einstellenden Achsen zum Einbau. Jede Achse ist angetrieben und der Motor ist über ein zweistufiges Getriebe mit jeweils einer Achse verbunden.
Als Bremsen besitzen sie pneumatische Klotzbremsen mit Federspeicher, Magnetschienenbremsen und Elektrodynamische Bremsen. Die elektrische Bremse kann rückspeisen, Unterflur sind auch zwei fremdbelüftete Widerstände eingebaut, die für den Dauerbetrieb ausgelegt sind.